# Chalcolepidius fasciatus
Chalcolepidius fasciatus là một loài bọ cánh cứng trong họ Elateridae. Loài này được Casari miêu tả khoa học năm 2002.